# Stormvloedkering Hollandse IJssel
| \| Localisation du Plan Delta dans le Monde \| Algerakering Anvers Bathse spuisluis Belgique Brouwersdam Canal de l'Escaut au Rhin Eau douce Eau de mer Escaut occidental Escaut oriental Grevelingendam Haringvliet Haringvlietdam Hartelkering Hellegatsdam Maeslantkering Markiezaatskade Mer du Nord Oesterdam Oosterscheldekering Pays-Bas Philipsdam Pont du Haringvliet Pont de Zélande Rotterdam Tunnel de l'Escaut occidental Veerse Gatdam Volkerakdam Zandkreekdam |
| Localisation du Plan Delta dans le Monde |

Le Stormvloedkering Hollandse IJssel — en français : la barrière anti-inondation de l'Yssel hollandais — plus communément appelé l'Algerakering, est le premier ouvrage d'art du plan Delta.

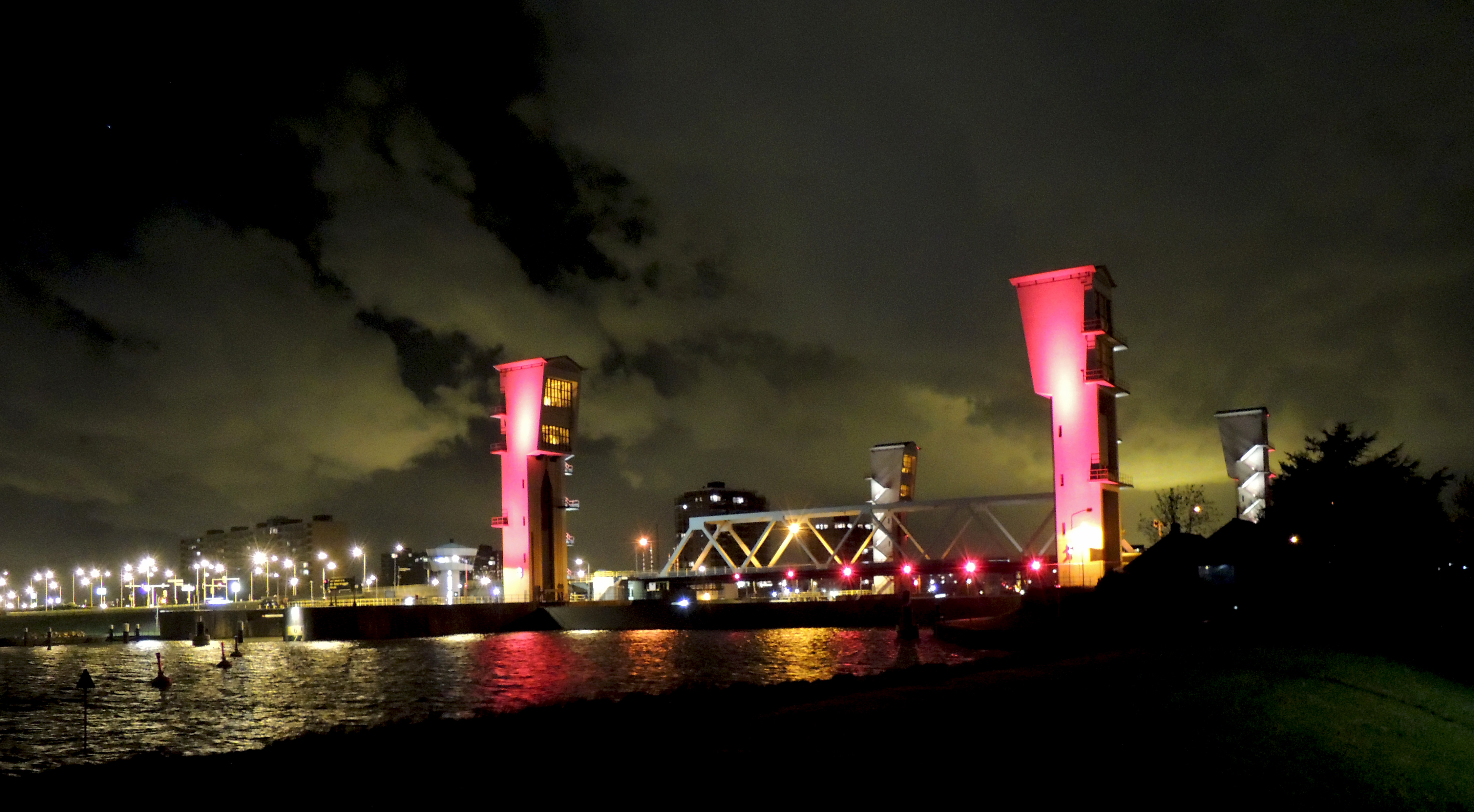
Lorsque le barrage est fermé, une couleur rouge est projetée sur les tours

Le barrage se situe sur la rivière Yssel hollandais près de Rotterdam et de Krimpen aan den IJssel.
Après les inondations de 1953, fermer cette rivière en cas de tempête a été jugé urgent.
Un problème est que cette rivière est une route maritime importante et ne pouvait pas être fermée par un simple barrage ; d'autre part, celui-ci devait limiter l'arrivée d'eau salée en provenance de la mer du Nord qui pollue les nappes phréatiques servant ensuite à produire de l'eau potable. La solution a été d'installer une barrière mobile supportée par deux tours de béton banché. En temps normal, la navigation se fait librement. Ce n'est que dans les situations d'urgence que les portes (ou les batardeaux) sont abaissés, ce qui ferme la rivière. Les navires (même de forts tonnages) peuvent tout de même circuler par l'écluse adjacente.
En janvier 1954, moins d'un an après les inondations dramatiques, le dragage a commencé. Le 6 mai 1958, la barrière a été abaissée pour la première fois pour des essais. Plus tard dans l'année, le 22 octobre, l'ouvrage est opérationnel. Il a été nommé Algerakering, littéralement barrière Algera, parce que douze jours plus tôt, le ministre des Transports de l'époque, Jacob Algera, avait démissionné pour raisons de santé.

## Détails techniques
Les deux portes font 81,2 m de large et 11,5 mètres de haut et pèsent 635 tonnes. Elles sont placées entre deux tours de 45 m de haut et actionnées par un système de propulsion et des contrepoids.
Pour assurer la fermeture des portes, les contrepoids ne pèsent que 460 tonnes. Le complexe est équipé de générateurs de secours, le barrage peut être utilisé pendant des pannes de courant.
En moyenne, cette barrière se ferme cinq à six fois par an.
Le Maeslantkering inauguré beaucoup plus tard protège la zone en aval, mais l'Yssel hollandais a tout de même besoin de cette protection. La décision de fermer le Maeslantkering est prise par ordinateurs et seulement en cas de danger extrême, et dans ce cas Algerakering est fermée depuis longtemps. La procédure pour actionner le Maeslantkering est plus longue et prend plusieurs heures, tandis que pour fermer ce barrage il suffit d'appuyer sur un bouton.
Les architectes étaient JAG van der Steur Jr. et HG Couronne.

## Écluse Algera Luis
L'écluse Algera est située à côté du barrage au nord-ouest. Normalement, les navires circulent dans le lit principal. Quand le barrage est fermé et uniquement dans ce cas, les navires peuvent circuler en empruntant cette écluse large de 24 mètres.

## Pont Algera
Le pont Algera est situé sur le côté ouest du barrage et de l'écluse. Il est le seul lien fixe entre Krimpenerwaard et Gouda Bergambacht. Le pont possède trois voies, dont une voie réversible. Sur le côté ouest, une piste cyclable est séparée du trafic. Le pont est un important goulot d'étranglement aux heures de pointe. En 2009, il a été rénové.
Dans des conditions météorologiques extrêmes (neige, verglas et des rafales de vent), le pont peut être fermé à la circulation, ce qui a été le cas en décembre 2005.